# Giuseppe Pianezza
Giuseppe Pianezza detto Pippo (Vignole Borbera, 1892 – Genova, 1964) è stato un sindacalista e politico italiano.

## Biografia
Nato a Vignole Borbera, da ragazzo emigrò in Svizzera e poi in Germania come minatore, poi tornò in Italia. Iscritto al Partito Socialista Italiano, nel 1915 venne arruolato negli Alpini e nel 1917 arrivò in licenza a Torino durante i giorni delle sommosse in uniforme partecipò a un comizio contro la guerra.
Arrestato, fu processato insieme ad altri undici dirigenti socialisti e ad un anarchico. Condannato per "tradimento indiretto" con altri cinque coimputati, venne mandato al fronte.
Mutilato in guerra, dove perse alcune dita dei piedi venne esonerato e tornò a Vignole Borbera.
Nel dopoguerra entrò come operaio nella FIAT, partecipò al biennio rosso all'occupazione delle fabbriche e nel 1920 seguì la linea di Gramsci ed aderì al Partito Comunista d'Italia. 
Con la presa del potere del fascismo venne inviato al confino   prima a Favignana, Viterbo e poi a Ventotene dove conobbe Sandro Pertini. A Viterbo era capo del collettivo e aveva l'importante incarico di mantenere i contatti con il Partito, tramite “Jean“, ossia Adamo Zanelli, del centro di Basilea; dava pure informazioni al Partito su Altiero Spinelli.
Morì a Genova nel 1964.